# Alex Majoli
Alex Majoli (Ravenna, 11 aprile 1971) è un fotoreporter italiano.
Pluripremiato a livello internazionale, è noto per i suoi reportage realizzati nelle aree di conflitto. Dal 2001 è membro effettivo della agenzia internazionale fotografica Magnum Photos e dal 2011 al 2014 ha ricoperto l'incarico di presidente.

## Biografia
Nasce a Ravenna nel 1971. Durante gli anni in cui è iscritto all'Istituto d'Arte della cittadina romagnola effettua i suoi primi servizi fotografici. Si reca in Jugoslavia per l'agenzia di Grazia Neri (1989). Majoli documenta la guerra civile in corso, che si concluderà con la dissoluzione dello Stato.
Dopo essersi diplomato, nel 1991, torna di nuovo al di là dell'Adriatico per coprire i principali accadimenti in Kosovo e Albania. Quest'ultimo Paese esce da una dittatura e sta vivendo il difficile processo di ripristino delle libertà democratiche.
Successivamente si trasferisce a Milano dove inizia l'attività di fotogiornalista. Nel 1994 realizza l'opera che lo rende noto: un reportage sull'ospedale psichiatrico dell'isola di Lero, in Grecia, prossimo alla chiusura. Da questo lavoro nasce il suo primo libro, Leros. Successivamente effettua un viaggio nell'America del Sud, dove ritrae una varietà di soggetti per un suo progetto personale, "Requiem in Samba".
Nel 1996 comincia a lavorare per la prestigiosa agenzia Magnum. L'anno successivo avvia un progetto a lungo termine: raccontare la vita nelle città portuali di diverse aree del mondo, Hotel Marinum (1997).
Nel 2001 diventa membro effettivo della Magnum: è il secondo italiano a riuscirci dopo Ferdinando Scianna (1982).
Successivamente realizza reportage in Afghanistan (dove fotografa anche i talebani), Iraq, Ruanda e Lettonia, lavorando anche su cortometraggi e documentari. Nel 2004 tiene una mostra e un'installazione di grande successo Off Broadway (New York), in collaborazione con Thomas Dworzak, Paolo Pellegrin e Ilkka Uimonen.
Nel 2011 viene eletto presidente dell'agenzia Magnum.
Nel 2016 ha presentato il suo lavoro sulle migrazioni, Migranesimo, una riflessione sulla condizione umana.
Vive e lavora a New York.

## Pubblicazioni
- Alex Majoli, Leros, 68 immagini, a cura di Laura Facchi, Londra, Trolleybooks, 2002, ISBN 978-0-9542079-2-2.
- One vote Filigranes Editions, Paris 1999/2000 (nuova edizione, 18 immagini, Paris, 2004)
- Alex Majoli, Libera me, 14 immagini, Londra, Trolleybooks, 2011, ISBN 978-1-907112-22-5.
- Requiem in Samba
- Hotel Marinum
- Congo (con Paolo Pellegrin), Aperture (New York), USA 2009

## Premi e riconoscimenti
- 2002-2004 – Diverse menzioni al Premio internazionale Foto dell'anno (Picture of the Year)
- 2004 - Feature Photography Award, indetto dall'Overseas Press Club
- 2004 – Fotogiornalista dell'anno, concorso "Best of Journalism", indetto dalla National Press Photographers Association
- 2003 - Infinity Award, nella categoria Fotogiornalismo.
- 2012 - World Press Photo, nella categoria General News

## Mostre personali
- 2023 Cronache, Convento del Carmine, Modica
- 2018 Andante, Museo d'arte della città di Ravenna, Ravenna
- 2015 Congo (con Paolo Pellegrin), Les Rencontre D’Arles (Francia)
- 2015 Lacrymosa. Global Forum Against The Crime of Genocide, Erevan (Armenia)
- 2014 Congo (anteprima) (con Paolo Pellegrin), Parigi
- 2014 First World War, Stadshallen, Bruges (Belgio)
- 2013 B.P.S.,  Pavillion M, Marsiglia (Francia)
- 2012 Cairo Open city, Museum Folkwang, Essen (Germania)
- 2011 Frontline. Forum Kultur, Düsseldorf (Germania)
- 2010 Hotel Marinum, Chiesa di Sant'Agostino, Cortona
- 2010  Personal view. Leica Gallery, Tokyo
- 2009 One Jump! Ricoh Gallery, Tokyo
- 2009  Georgia, Ufferhallen Gallery, Berlino e Palais de Tokyo, Parigi
- 2008  One Jump!, Pinacotheque National, Parigi
- 2007  Libera Me, Galleria Nazionale d'Arte Moderna, Roma
- 2006, Leros Palazzo Magnani, Reggio Emilia
- 2006, Mi manchi Magazzino dello zolfo, Ravenna
- 2004, Leros, VeryTrolley Gallery, Londra
- 2000, Leros, Ospedale Psichiatrico Paolo Pini, Milano
- 1999, Leros, Galleria Immagina, Venezia
- 1999, Massacre, Radiosity Gallery, Milano
- 1998, Bambini, Palazzo Reale, Genova
- 1997, Slave, Casa do Olodum, Salvador de Bahia (Brasile)
- 1988, Pensiamoci stanotte, Galleria La Bottega, Ravenna

## Installazioni
- Off Broadway[1]